# Acalyptonotus violaceus
Acalyptonotus violaceus är en kvalsterart. Acalyptonotus violaceus ingår i släktet Acalyptonotus och familjen Acalyptonotidae.

## Underarter
Arten delas in i följande underarter:
- A. v. violaceus
- A. v. latus